# Route départementale 1 (Haute-Vienne)
Pour les articles homonymes, voir Route départementale 1.
La route départementale RD 1 abrégée en D1 est une route départementale de la Haute-Vienne, qui relie N 145 près de Bellac, à la limite de la Creuse.
Elle continue sous le nom de D 4 dans le département de la Creuse

## Communes traversées
Rancon • Châteauponsac •